# Tatort: Frühstück für immer
Frühstück für immer ist eine Folge der deutschen Fernsehkrimireihe Tatort aus dem Jahr 2014. Der Film des Mitteldeutschen Rundfunks wurde am 16. März 2014 erstmals im Ersten ausgestrahlt. Es handelt sich um die 904. Tatort-Folge und den 19. Fall mit dem Leipziger Ermittlerduo Saalfeld und Keppler.

## Handlung
Julia Marschner, eine liebeshungrige Mittvierzigerin, feiert in der Nacht ausgelassen auf einer „Ü40-Party“. Am nächsten Morgen wird sie erwürgt und mit Fesselspuren an den Handgelenken im Stadtpark aufgefunden. Als Eva Saalfeld und Andreas Keppler am Tatort erscheinen, erinnert sie die Situation stark an einen zurückliegenden Fall. In der Presse wurde der Mörder als der „Würger von Mockau Ost“ betitelt, doch befindet sich dieser seit einigen Jahren in Haft. So ist es nicht auszuschließen, dass das Opfer bei einem ausgefallenen Liebesspiel ums Leben gekommen ist, denn Julia war sexuellen Abenteuern nicht abgeneigt. Ihre Freundinnen, die Rechtsanwältin Silvie Stein und die Physiotherapeutin Karmen Slowinski, waren stets mit ihr auf entsprechenden Singlepartys unterwegs. Sie erinnern sich an einen jungen Mann, der Julia am Abend zuvor auf der Tanzfläche bedrängt hatte. Sie können jedoch nicht sagen, ob ihre Freundin auch zusammen mit diesem Mann die Party verlassen hatte.
Von Julias 20-jähriger Tochter Caro erfahren die Ermittler, dass ihre Mutter einen Flirtlehrer engagiert hatte, mit dem sie auch eine Affäre hatte, doch Tom Römer bestreitet eine solche Beziehung. Da er sich bei seiner Vernehmung in Widersprüche verstrickt und der Barkeeper ihn definitiv auf der Party mit Julia gesehen und einen Streit zwischen den beiden beobachtet hatte, wird er in Gewahrsam genommen. Er gibt an, dass er Julia nur vor einem Mann schützen wollte, der ihr – seiner Meinung nach – nicht gut tat. Er kennt diesen Peter Hauptmann gut und weiß, dass der als Schönheitschirurg bei allen Frauen leichtes Spiel hat. Römer kennt auch dessen Vorliebe für spezielle Sexpraktiken. Daraufhin suchen Saalfeld und Keppler Peter Hauptmann auf, um ihn zu befragen. Er gibt an, eine Julia Marschner nicht zu kennen, und bestreitet, auf dieser „Ü40-Party“ gewesen zu sein. Seine Frau Annika gibt ihm für die entsprechende Zeit ein Alibi.
Kriminaltechniker Wolfgang Menzel findet heraus, dass Julia in der letzten Zeit mit Caros Freund einen regen SMS-Austausch geführt hatte. Darauf angesprochen, gibt er zu, mit ihr ein Verhältnis gehabt zu haben. Die Ermittler vermuten, dass er mit ihr darüber in Streit geraten sein könnte, doch kann er für die Tatzeit ein Alibi nachweisen, was ihn entlastet.
Saalfeld und Keppler befragen noch einmal Julias Freundinnen nach Peter Hauptmann. Schließlich hätten sie doch sehen müssen, ob Julia mit ihm die Party verlassen hat. Sie geben jedoch an, dass ihre Freundin plötzlich verschwunden war, sodass sie nichts beobachtet haben. Daraufhin recherchieren die Ermittler in Hauptmanns Vergangenheit und finden heraus, dass er vor drei Jahren wegen sexuellem Missbrauch mit Todesfolge vor Gericht stand, doch aufgrund mangelnder Beweise freigesprochen wurde. Er wird vorgeladen und gibt nun zu, doch auf der Party gewesen zu sein, aber um Unannehmlichkeiten zu vermeiden, es zunächst geleugnet hat. Kurz darauf erscheint Silvie Stein als Rechtsbeistand von Peter Hauptmann und erklärt, dass nicht Julia mit ihrem Mandanten die Party verlassen hätte, sondern sie.
Auch Hauptmanns Frau wird befragt und gibt zu, von den Abenteuern ihres Mannes zu wissen, aber nichts dagegen hätte, dass er sich bei anderen Frauen holt, was sie ihm aufgrund ihrer sexuellen Unlust nicht mehr geben kann. Ihr sei ihre emotionale Bindung zu ihrem Mann wichtiger als das Körperliche.
Die Ermittler verschaffen sich gerichtlich Zutritt zu Hauptmanns Zweitwohnung und finden dort einen Beweis, dass Julia in der Tatnacht hier gewesen sein muss. Mit den Fakten konfrontiert, bricht Hauptmann ein und gibt zu, Julia erdrosselt zu haben. Doch Keppler zweifelt und findet heraus, dass Silvie Stein beim Prozess des „Würgers von Mockau Ost“ dabei war und die Details des Falles genau kannte. Er begibt sich mit Saalfeld zu ihr und sie gesteht, ihre Freundin umgebracht zu haben. Eigentlich hätte sie das nicht gewollt, aber aus der Situation heraus hätte sie sie gewürgt, bis sie endlich still war. Zuvor hatte sie sich bereits Karmen Slowinski offenbart und ihren Unmut über Julias Art und Weise geäußert, sich einfach immer alles zu nehmen, was sie wollte. Da sie sich nun auch „ihren“ Peter geschnappt hatte, wo der Mann einer Freundin tabu sein sollte, hätte es ihr gereicht.

## Inkonsistenzen
„Hauptmann wurde vor drei Jahren wegen sexuellen Missbrauchs mit Todesfolge verurteilt, wurde aber freigesprochen!“ (1:02:12). Es bleibt unklar, was das Drehbuch hier sagen möchte.
Saalfeld droht der Anwältin bei 1:10:00, sie könne als Verteidigerin womöglich nicht zugelassen werden wegen möglicher Befangenheit. Das ist Unsinn, Verteidiger können wegen Befangenheit nicht abgelehnt werden. Nur Richter können wegen Befangenheit abgelehnt werden.

## Hintergrund
Die Dreharbeiten zu diesem Tatort erfolgten vom Mitteldeutschen Rundfunk in Zusammenarbeit mit Saxonia Media in Leipzig und der Umgebung von Leipzig.

## Rezeption

### Einschaltquoten
8,15 Millionen Zuschauer sahen die Folge Frühstück für immer in Deutschland bei ihrer Erstausstrahlung am 16. März 2014, was einem Marktanteil von 22,7 Prozent entsprach.

### Kritiken
Volker Bergmeister stellt auf Tittelbach.tv fest, dass Frühstück für immer „fest in Frauenhand ist. […] Regie führte Claudia Garde; das Buch schrieb Katrin Bühlig; hinter der Kamera stand Birgit Gudjonsdottir. Dazu kommen starke Frauenrollen – mit Ursina Lardi, Inga Busch und Victoria Trauttmansdorff glänzend besetzt. Die weibliche Hälfte des Kommissar-Duos, Simone Thomalla, kann da nicht mithalten. Dieser wendungsreiche ‚Tatort‘ ist nur auf den ersten Blick ein Krimi, dahinter verbirgt sich vielmehr eine intensive und traurige Ballade vom Älterwerden, von vergänglicher Schönheit, von der Angst zurück zu bleiben. Top-Buch, gute Regie, fein gezeichnete Charaktere.“
Bei Spiegel.de fragt und schlussfolgert Christian Buß: „‚Fifty Shades of Grey‘ in Leipzig? Saalfeld und Keppler ermitteln im SM-Milieu. Was leicht zum Trendstück über die neue angebliche Lust an der Unterwerfung hätte werden können, ist ein grausamer Krimi über die Grauzonen der Erotik - und der erste starke MDR-‚Tatort‘ seit Jahren.“
Holger Gertz (Sueddeutsche.de) urteilt: „Regisseurin Claudia Garde legt ihren ‚Tatort‘ als berührende Geschichte über liebeshungrige Frauen mittleren Alters an. Leider werden bei der Fahndung nach dem ‚Würger von Mockau-Ost‘ auch die Frühlingsgefühle der Ermittler Saalfeld und Keppler allzusehr betont.“
Die Kritiker der Fernsehzeitschrift TV Spielfilm meinen recht nüchtern: „Das oft brillant gespielte Psychodrama verliert durch aufgesetzte Verruchtheit an einigen Möglichkeiten. Fazit: Gute Darsteller in verschenkter Story.“